# David Ruehm

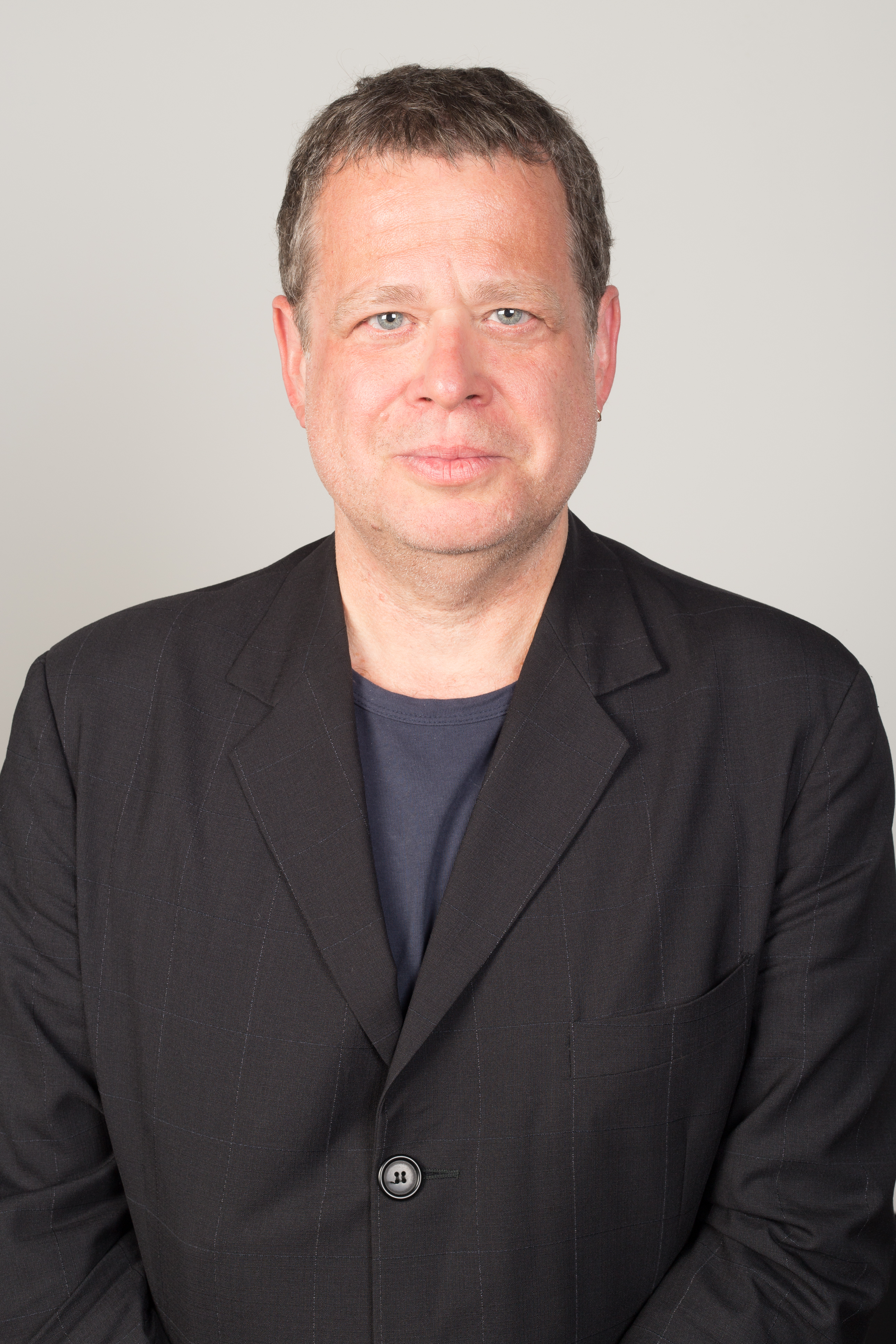
David Ruehm 2016

David Ruehm (geboren am 11. Februar 1962 in Wien als David Rühm) ist ein österreichischer Regisseur und Fotograf.

## Leben
Er ist der Sohn von Gerhard Rühm und der polnischen Opernsängerin Adelina Gallert.
Er absolvierte 1982 an der Grafischen Lehranstalt in Wien eine Ausbildung zum Fotografen und drehte bereits von den 1970ern bis in die 1980er Super-8-Filme. Nach dem Schulabschluss Mitte der 1980er-Jahre machte er seine ersten Kurzfilme. Anfang der 1990er-Jahre wurde er mit seinem ersten Kinofilm Die Flucht zum Filmfestival in Cannes eingeladen, nachdem er bereits im Jahr davor mit dem Kurzfilm Die mysteriösen Lebenslinien in Cannes vertreten war. 
In weiterer Folge entstanden noch andere Spielfilme wie Spaghetto und Der Umweg, 1996 folgte der Fernsehfilm Azzurro. Danach verdiente Ruehm sich als Werbefilmer und arbeitete wieder als Fotograf. Ende 2014 brachte er die Vampirkomödie Der Vampir auf der Couch in die Kinos.

## Filmografie
- 1985: Der Besuch
- 1987: Die Grube
- 1987: Der traurige Vampir
- 1989: Die Falschen Fiddler

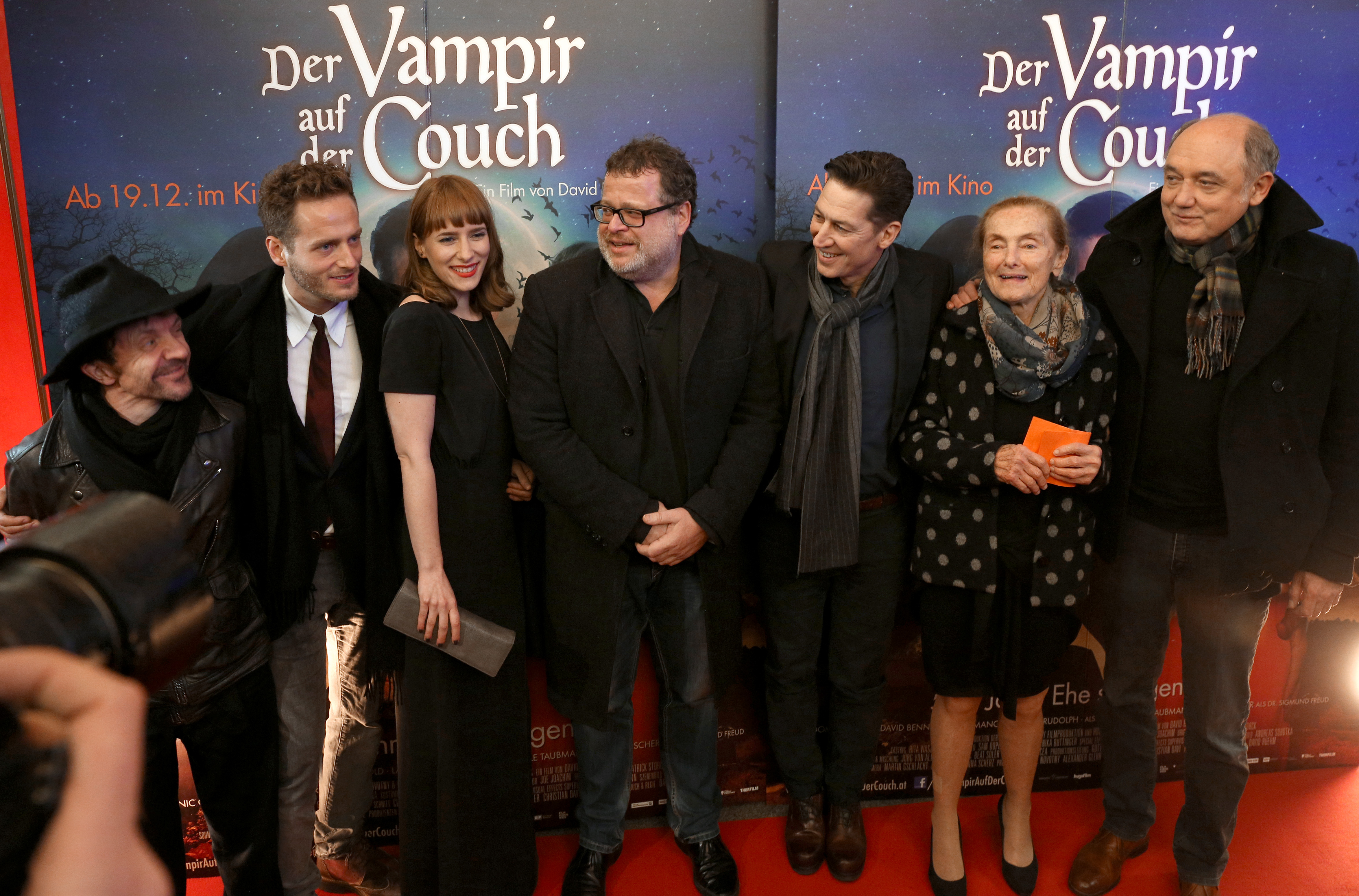
David Rühm (Mitte) bei der Premiere von Der Vampir auf der Couch (2014)

- 1992: Die Mysteriösen Lebenslinien
- 1992: Die Flucht
- 1992: Mein Vater, sie bleiben mir ein Rätsel…
- 1993: Spaghetto
- 1994: Der Umweg
- 1995: El Chicko – der Verdacht
- 1996: Azzurro (TV)
- 2001: Nochmal auf Anfang
- 2014: Der Vampir auf der Couch

## Auszeichnungen
- 1992: Filmfestival Cannes
- 1993: Thomas-Pluch-Drehbuchpreis – Förderpreis für Die Flucht[2]
- 1994: Premio Quotidiano il Tirreno 1994 (Filmvideo 1994, Montecatini)[3]